# 朴治国
朴治国（パク・チグク、韓国語：박치국、1998年3月10日 - ）は、大韓民国の仁川広域市出身のプロ野球選手（投手）。

## 経歴
2017年に2次ドラフトで斗山ベアーズから指名され入団した。同年4月27日ネクセン・ヒーローズ戦で救援登板しプロ初出場を果たすが、0.2イニングを3失点とあまりいい内容ではなかった。同年5月4日の三星ライオンズ戦ではチームが大勝している状況で登場。そしてアウトカウントを全て三振でとった。結果、この年は21試合の出場で1勝1敗だった。
2018年は5月までは調子がよくなかったが6月は15試合15.2イニング1勝3ホールド2失点という結果を出し、最終的にはシーズン合計17ホールドを挙げる活躍をした。
同年のオールスターゲームでは打者として出場し、ネクセン・ヒーローズ所属の李輔根からライト前ヒットを打った。また、同僚である咸徳柱とともに2018年アジア競技大会韓国代表に抜擢され、韓国の優勝により兵役免除となった。
2019年は勝利の方程式を担うようになった。また咸徳柱が不振に陥り二軍に降格すると一時的に彼に代わる抑えも務めた。5月3日のLGツインズ戦では8回2アウト満塁から登板し、李炯宗を三振処理してピンチを切り抜けた。さらに次の回もそのまま投げ、金旼成と李天雄に安打を打たれるも後続を断ち切りシーズン初セーブを挙げた。しかしその後は不安定投球が続くようになり、抑えも李炯範に奪われたため9月25日に登録を抹消されてシーズンを終えた。
2020年7月16日のSKワイバーンズ戦では先発投手のクリス・フレクセンが初回に先頭打者の崔知訓の打球を左足に受けて降板したことにより、2回から登板、4回を1失点に抑える好投で勝利に貢献した。
2021年も開幕から中継ぎとして活躍していたが、7月に肘の手術を受けて復帰まで1年を有することが決まった。同年の成績は23試合登板で平均自責点4点台、2勝1敗8ホールド。
2022年6月15日にリハビリを終えて復帰するとすぐに一軍登録され、この日のキウム・ヒーローズ戦でホールドを記録した。

## プレースタイル・人物
サイドスローだが最高球速は時速148キロメートルの速球派。
牽制が上手で、斗山の戦力分析員が牽制能力を評価したところ10点満点を記録した。なお、チーム内で満点をとったのは彼と柳煕寛だけである。
前述した2020年7月16日のSK戦以降、ロングリリーフとしても起用されている。

## 詳細情報

### 年度別投手成績
| 年 度    | 球 団    | 登 板 | 先 発 | 完 投 | 完 封 | 無 四 球 | 勝 利 | 敗 戦 | セ 丨 ブ | ホ 丨 ル ド | 勝 率 | 打 者 | 投 球 回 | 被 安 打 | 被 本 塁 打 | 与 四 球 | 敬 遠 | 与 死 球 | 奪 三 振 | 暴 投 | ボ 丨 ク | 失 点 | 自 責 点 | 防 御 率 | W H I P |
| -------- | -------- | ----- | ----- | ----- | ----- | -------- | ----- | ----- | -------- | ----------- | ----- | ----- | -------- | -------- | ----------- | -------- | ----- | -------- | -------- | ----- | -------- | ----- | -------- | -------- | ------- |
| 2017     | 斗山     | 21    | 3     | 0     | 0     | 0        | 1     | 1     | 0        | 0           | .500  | 149   | 32.0     | 37       | 3           | 14       | 0     | 6        | 23       | 2     | 0        | 24    | 25       | 6.75     | 1.59    |
| 2018     | 斗山     | 67    | 0     | 0     | 0     | 0        | 1     | 5     | 3        | 17          | .167  | 293   | 67.0     | 80       | 5           | 15       | 4     | 9        | 60       | 1     | 1        | 27    | 30       | 3.63     | 1.42    |
| 2019     | 斗山     | 61    | 0     | 0     | 0     | 0        | 2     | 2     | 3        | 14          | .500  | 229   | 52.0     | 64       | 5           | 14       | 2     | 5        | 35       | 3     | 0        | 26    | 26       | 4.50     | 1.50    |
| 2020     | 斗山     | 63    | 0     | 0     | 0     | 0        | 4     | 4     | 0        | 7           | .500  | 317   | 71.2     | 65       | 5           | 34       | 4     | 5        | 66       | 1     | 0        | 23    | 34       | 2.89     | 1.38    |
| 2021     | 斗山     | 23    | 0     | 0     | 0     | 0        | 2     | 1     | 0        | 8           | .667  | 95    | 22.0     | 21       | 2           | 11       | 3     | 1        | 20       | 1     | 0        | 10    | 11       | 4.09     | 1.45    |
| 2022     | 斗山     | 15    | 0     | 0     | 0     | 0        | 1     | 2     | 0        | 3           | .333  | 51    | 11.2     | 6        | 0           | 9        | 1     | 3        | 12       | 1     | 0        | 7     | 8        | 5.40     | 1.29    |
| 2023     | 斗山     | 62    | 0     | 0     | 0     | 0        | 5     | 3     | 2        | 11          | .625  | 236   | 52.2     | 54       | 3           | 21       | 1     | 5        | 48       | 2     | 0        | 21    | 22       | 3.59     | 1.42    |
| 2024     | 斗山     | 52    | 0     | 0     | 0     | 0        | 2     | 3     | 1        | 3           | .400  | 222   | 48.0     | 59       | 8           | 18       | 1     | 10       | 35       | 1     | 1        | 34    | 34       | 6.38     | 1.60    |
| KBO：9年 | KBO：9年 | 364   | 3     | 0     | 0     | 0        | 18    | 21    | 9        | 63          | .462  | 1592  | 357.0    | 386      | 31          | 136      | 16    | 44       | 299      | 12    | 2        | 172   | 190      | 4.34     | 1.46    |

- 2024年度シーズン終了時

### 背番号
- 66 （2017年 - 2020年）
- 6 （2021年 - 同年途中）
- 1 （2021年途中 - ）

## 参照
1. ↑  “二刀流選手登場”
2. ↑  하남직 (2021年7月22日). “두산 박치국, 팔꿈치 인대접합 수술…1년 재활” (朝鮮語). 연합뉴스. 2021年9月2日閲覧。
3. ↑  조선비즈 (2022年6月15日). “두산 박치국, 1년 만에 1군 복귀…주루 중 포수와 충돌한 허경민 말소” (朝鮮語). 조선비즈. 2022年7月21日閲覧。